# Hudjriyya (tribu)
Hudjriyya és una tribu del Iemen al districte de Hudjriya (al que donen nom) a la governació de Taizz.
La tribu es considera descendents dels himyarites i no van acceptar el domini de l'imam zaydita del Iemen fins al final del segle xix, i encara mercès al fet que llavors van ser sotmesos per la tribu Dhu Muhammad, del grup Bakil del nord de Sanaà, que eren fidels de l'imam. Molts membres de la tribu no van acceptar aquest domini i van fugir a Aden.